# Садиков Ботабай
Ботабай Садиков — (23 лютого 1916 — 18 січня 1992) — учасник німецько-радянської війни, Герой Радянського Союзу (1943).

## Біографічні відомості
Народився 23 лютого 1916 року в селі Сайрам (нині Сайрамський район Південно-Казахстанської області Казахстану) у селянській родині. За національністю узбек. Освіта середня. Працював планівником на Сайрамській МТС.
У Червону Армію призваний в 1939 році.
На фронтах у німецько-радянської війни з жовтня 1941 року. Був командиром гармати 167-го гвардійського легкого артилерійського полку 1-ї гвардійської артилерійської дивізії прориву, 60-ї армії Воронезького (з 20 жовтня 1943 року перейменованого на 1-й Український) фронту.
7 жовтня 1943 року гвардії старший сержант Ботабай Садиков, після форсування Дніпра, в бою за розширення плацдарму в районі села Губин (Іванківський район Київської області України), перебуваючи в бойових порядках стрілецьких підрозділів, знищив 8 кулеметних точок, три гармати, велику кількість гітлерівців.
17 жовтня 1943 року гвардії старшому сержанту Садикову Ботабаю присвоєно звання Героя Радянського Союзу з врученням ордена Леніна і медалі «Золота Зірка» (№ 1914).
Після війни був демобілізований. Жив у селі Сайрам. Працював головою Сайрамському сільської ради, старшим бухгалтером на ремонтно-механічному заводі. Помер 18 січня 1992 року. Похований у рідному селі Сайрам Південно-Казахстанської області.